# Elecciones a la Cámara de Representantes de los Estados Unidos de 2008
Las elecciones a la Cámara de Representantes de los Estados Unidos de 2008 se celebraron el 4 de noviembre de 2008, al mismo tiempo que las elecciones presidenciales, las elecciones al Senado en treinta y tres estados, y las elecciones a gobernador en once estados. El Partido Demócrata consiguió ampliar su mayoría en la cámara baja. La elección de 435 representantes conformó el 111.º Congreso de los Estados Unidos, desde el 4 de enero de 2009 hasta 2011.
En las elecciones de 2006, los demócratas arrebataron la mayoría, y por lo tanto el control de la cámara, al Partido Republicano; habiendo 235 demócratas, 199 republicanos y un escaño vacío en la composición de la cámara. Las aspiraciones de uno y otro fueron de mantener y recuperar respectivamente la mayoría de representantes en las elecciones de 2008.

## Resultados electorales
|                         | Demócrata      | 65.237.840  | 53.2  | 254 | +18 | 1,959,704 | 94.70% | 5 | +1 |
|                         | Republicano    | 52.249.491  | 42.6% | 173 | –18 | 6,268     | 0.30%  | 0 | –1 |
|                         | Libertario     | 1.083.096   | 0.9%  | 0   | 0   | —         | —      | 0 | 0  |
|                         | Independientes | 982.761     | 0.8%  | 0   | 0   | 7,670     | 0.37%  | 1 | +1 |
|                         | Verde          | 580.263     | 0.4%  | 0   | 0   | 14,386    | 0.70%  | 0 | 0  |
|                         | Reformista     | 179.261     | 0.01% | 0   | 0   | —         | —      | 0 | 0  |
|                         | Otros          | 2.235.168   | 1.8%  | 0   | 0   | 81,269    | 3.93%  | 0 | 0  |
|                         | Sin decidir    | —           | —     | 8   | —   | —         | —      | 0 | —  |
| Votos en blanco o nulos |                |             |       |     |     |           |        |   |    |
| Total                   | Total          | 122.547.880 | 100%  | 435 | —   | 2,069,297 | 100%   | 6 | —  |
|                         |                |             |       |     |     |           |        |   |    |